# Liebling, du hast dich verändert
Liebling, du hast dich verändert (Originaltitel: I Love You Again) ist eine US-amerikanische Screwball-Komödie aus dem Jahr 1940. Unter der Regie von W. S. Van Dyke sind William Powell und Myrna Loy in den Hauptrollen zu sehen. Als literarische Vorlage diente ein Roman von Octavus Roy Cohen.

## Handlung
Als auf einer Kreuzfahrt ein betrunkener Mann über Bord geht, wirft ihm der spießbürgerliche Larry Wilson einen Rettungsring zu und fällt dabei selbst ins Meer. Von einem Ruder des Rettungsboots erhält Larry einen Schlag auf den Kopf. Als er in seiner Kabine wieder zu sich kommt, ist er wie ausgewechselt. Es stellt sich heraus, dass er neun Jahre lang an Amnesie gelitten hat. Er heißt eigentlich George Carey und war in der Vergangenheit als gewiefter Gauner unterwegs. Da er als Larry in den vergangenen neun Jahren zum ehrenwerten Bürger einer Kleinstadt in Pennsylvania geworden ist und laut Kontoauszug ein ansehnliches Vermögen angehäuft hat, erhofft sich George, ebendieses Vermögen auf den Kopf hauen zu können. Der Mann, dem er das Leben gerettet hat und der sich ihm als Ryan vorstellt, soll ihm dabei helfen und einen Anteil erhalten. Per Telegramm weist George Larrys Bank an, ihm in einem New Yorker Hotel eine erste Summe in Höhe von 5000 Dollar von einem seiner Konten auszuzahlen. 
Im Hafen von New York angekommen, trifft George auf Larrys Frau Kay, die ihn mit Ryan in das Hotel begleitet und ihm mitteilt, dass sie sich von ihm scheiden lassen wolle. Ein Angestellter der Bank erscheint und gibt ihm die 5000 Dollar. Das Geld stammt jedoch von einem Konto, das er bereits überzogen hat. Sein eigentliches Vermögen ist auf zwei andere Konten verteilt, die er als Larry für gemeinnützige Zwecke angelegt hatte und deren Auszahlungen von anderen Einwohnern der Provinzstadt Habersville gegengezeichnet werden müssen. Nach dem Bankangestellten trifft auch Kays Verlobter Herbert in Georges Hotelzimmer ein. Er sucht nach Kay und verpasst George wütend einen Hieb. George, der von Kays Liebreiz sofort angetan war, lädt diese und auch Herbert zu einem gemeinsamen Abendessen ein. Im Restaurant staunt Kay nicht schlecht, als ihr geiziger Gatte Champagner bestellt und noch dazu unerwartet gut tanzen kann. Sie beharrt jedoch weiterhin auf Scheidung und verlässt noch vor dem Essen mit Herbert das Lokal. George folgt ihnen und gibt Kay zum Abschied einen Kuss.
Gemeinsam treffen George, Ryan, Kay und Herbert in Habersville mit dem Zug ein. Am Bahnhof wird George mit großen Ehren empfangen. Für sein gemeinnütziges Engagement überreicht ihm der Bürgermeister den Schlüssel der Stadt. Als George auf einer Trompete eine von Larrys Kompositionen vorspielen soll, dies jedoch nicht kann, täuscht er eine Ohnmacht vor und wird eilig nach Hause gebracht. Ryan, den er von Anfang an als seinen Arzt ausgegeben hat, verordnet ihm Bettruhe und verschafft ihm damit Zeit zum Nachdenken. Zu seinem Bedauern muss George jedoch feststellen, dass er und Kay getrennte Schlafzimmer haben. Kay gibt sich ihm gegenüber weiterhin kühl. Ohnehin lebe sie nur noch in seinem Haus, um den Bürgern der Stadt glauben zu machen, dass sie noch glücklich verheiratet seien.
Es stellt sich heraus, dass Larry bzw. George der Manager einer Töpferei ist. Mit Ryan schleicht sich George eines Nachts in sein Büro. Als sie den dortigen Safe öffnen wollen, geht die Alarmanlage los. Von Wachmännern verfolgt, flüchtet George mit Ryan in sein Haus. Tags darauf geht George mit Kay einkaufen. Zur Überraschung von Kay und den Angestellten eines Dessous-Salons, kauft der als Geizkragen bekannte George für Kay ein teures Nachthemd. Zu Hause wagt George einen Annäherungsversuch. Kay wirft ihm jedoch vor, dass ihm die öffentliche Meinung stets mehr bedeutet habe als sie und er sie nur deshalb umwerbe wie nie zuvor, weil er seinen Ruf in Gefahr sehe. 
Um doch noch an das erhoffte Geld zu gelangen, heckt George mit Ryan und seinem früheren Geschäftspartner Duke Sheldon einen Plan aus. Sie täuschen vor, dass sich in einem Bach auf Georges Grundstück eine Ölquelle befindet. Als George als Leiter einer Pfadfindergruppe jungen Scouts eine Lehrstunde in Sachen Spurenlesen erteilen soll, beordert er drei der Scouts, durch den Bach zu waten, wo diese schließlich das Öl entdecken. Am Abend führen die Jungen ihre Väter zu der vermeintlichen Ölquelle. Mit Aussicht auf ein Vermögen schlagen die Männer George einen Deal vor. Sie wollen ihm das Land für 10.000 Dollar abkaufen. Duke Sheldon jedoch bietet George, wie abgesprochen, die doppelte Summe an, worauf die anderen ihr Angebot erhöhen. Als jedoch Kay, die mit Herbert Schluss gemacht hat, nach einem abendlichen Spaziergang ihrem Nochehemann aus freien Stücken einen Kuss gibt, will George nicht länger ein Gauner sein. Er will zusammen mit Kay in Habersville ein ganz normales Leben führen. Er bietet Ryan eine Anstellung in der Töpferei an und macht ihm dabei ein geruhsames Familienleben schmackhaft.
Duke hingegen ist von Georges Plänen alles andere als begeistert und droht ihn auffliegen zu lassen, sollte George ihren Coup nicht bis zum Ende durchziehen. Kay, die inzwischen von Ryan erfahren hat, dass George jahrelang an Amnesie gelitten hat und eigentlich ein Gauner ist, weist Duke zurecht. Dieser schlägt daraufhin George zu Boden. Als George wieder zu sich kommt, glaubt er, auf einem Schiff zu sein, und erkennt Duke nicht wieder. Dass George wieder der langweilige Larry zu sein scheint, bringt Kay zum Weinen. Als sie jedoch allein sind, gibt er ihr zu verstehen, dass er seinen erneuten Gedächtnisverlust nur vorgetäuscht hat. Glücklich gibt ihm Kay einen Kuss.

## Hintergrund
Für die Filmbauten war Cedric Gibbons zuständig, die Ausstattung übernahm Edwin B. Willis. William Powell und Myrna Loy hatten zuvor bereits mehrfach unter der Regie von W. S. Van Dyke zusammengearbeitet, so etwa bei ihrem ersten von insgesamt 14 gemeinsamen Filmen, Manhattan Melodrama (1934), sowie bei der erfolgreichen Kriminalkomödie Der dünne Mann und drei Fortsetzungen.
Liebling, du hast dich verändert wurde am 9. August 1940 in den Vereinigten Staaten uraufgeführt und erwies sich dort als großer Erfolg an den Kinokassen. In Deutschland wurde der Film erstmals am 21. August 1992 von der ARD im Fernsehen gezeigt.

## Kritiken
Für das Lexikon des internationalen Films war Liebling, du hast dich verändert eine „[ü]bermütige romantische Komödie mit dem Erfolgs-Leinwand-Ehepaar Powell/Loy, das für charmante Unterhaltung sorgt“. Prisma bezeichnete den Film als „klassische Hollywood-Komödie“, die W. S. Van Dyke „mit einem hervorragenden Schauspielerensemble“ inszeniert habe.
Bosley Crowther von der New York Times beschrieb den Film seinerzeit als „häusliche Komödie“, die „alles, nur nicht langweilig“ sei. William Powell und Myrna Loy seien „eines der vielseitigsten und muntersten Comedy-Ehepaare“, das „mit einem so verrückten Skript wie hier anderthalb Stunden wie im Flug vergehen“ lasse. Dem Filmkritiker Leonard Maltin zufolge sei die Geschichte über den gedächtnislosen Powell „urkomisch“. Das Drehbuch sei schlichtweg „genial“.

## Deutsche Fassung
Die deutsche Synchronfassung entstand 1992 durch die Interopa Film in Berlin nach dem Dialogbuch und unter der Dialogregie von Peter Harlos.
| Rolle                       | Darsteller     | Synchronsprecher       |
| --------------------------- | -------------- | ---------------------- |
| Larry Wilson / George Carey | William Powell | Helmut Gauß            |
| Kay Wilson                  | Myrna Loy      | Monika Barth           |
| „Doc“ Ryan                  | Frank McHugh   | Hans-Jürgen Dittberner |
| Duke Sheldon                | Edmund Lowe    | Lothar Blumhagen       |
| Herbert                     | Donald Douglas | Peter Reinhardt        |
| Kays Mutter                 | Nella Walker   | Bettina Schön          |
| Mr. Littlejohn Sr.          | Paul Stanton   | Rüdiger Evers          |
| Mr. Belenson                | Morgan Wallace | Eberhard Mellies       |
| Billings                    | Charles Arnt   | Frank Ciazynski        |